# Гранадос, Алехандро
Алеха́ндро Грана́дос То́ррес (исп. Alejandro Granados Torres; род. 30 мая 2006, Аликанте, Валенсия, Испания) — испанский футболист, полузащитник клуба «Клуб НКСТ».

## Ранние годы
Гранадос родился в Аликанте в семье кубинцев. Его семья переехала в США, когда ему было 9 лет. Заниматься футболом он начал в академии клуба «Эркулес».

## Клубная карьера
К академии клуба «Орландо Сити» Гранадос присоединился в 2021 году. В 2022 году он был включён в заявку «Орландо Сити B» на сезон MLS Next Pro. 9 июня 2023 года Гранадос был взят в краткосрочную аренду в основную команду «Орландо Сити». В матче следующего дня против «Колорадо Рэпидз» он дебютировал в MLS, выйдя на замену на 90-й минуте.
В августе 2023 года Гранадос перешёл в бельгийский «Клуб НКСТ», подписав с резервной командой «Брюгге» контракт до 2026 года. По сведениям источников The Athletic, сумма сделки составила около 2 млн долларов.

## Международная карьера
В 2023 году в составе юношеской сборной Испании Гранадос принял участие в юношеском чемпионате Европы в Венгрии. На турнире он сыграл в матчах против сборных Италии, Словении, Сербии, Ирландии и Франции.